# Pherkad
Pherkad   eller Gamma Ursae Minoris (γ Ursae Minoris, förkortat Gamma UMi, γ UMi) som är stjärnans Bayer-beteckning, är en ensam stjärna i den södra delen av stjärnbilden Lilla björnen. Den har en skenbar magnitud på +3,05 och är synlig för blotta ögat där ljusföroreningar ej förekommer. Baserat på parallaxmätningar i Hipparcos-uppdraget på 6,7 mas beräknas den befinna sig på ca 487 ljusårs (149 parsek) avstånd från solen. Tillsammans med Beta Ursae Minoris (Kochab), bildar den slutet av dipperpanen av "Little Dipper", som är en asterism som bildar björnens svans.

## Nomenklatur
Gamma Ursae Minoris har det traditionella namnet Pherkad, som kommer från det arabiska فرقد farqad "kalven", kort för aḫfa al farkadayn "den svaga av de två kalvarna", det vill säga Pherkad och Kochab (hela namnet Ahfa al Farkadain används traditionellt för Zeta Ursae Minoris). Gamma Ursae Minoris kallades för det mesta Pherkad Major för att skilja det från Pherkad Minor (11 Ursae Minoris). År 2016 organiserade Internationella astronomiska unionen en arbetsgrupp för stjärnnamn (WGSN) med uppgift att katalogisera och standardisera riktiga namn för stjärnor. WGSN fastställde i augusti 2016 namnet Pherkad för Gamma Ursae Minoris, vilket nu ingår i listan över IAU-godkända stjärnnamn.
På kinesiska är 北極 (Běi Jí), Nordpolen, en del av stjärnhimlen bestående av Pherkad, Kochab, 5 Ursae Minoris, 4 Ursae Minoris och Epsilon 1694. Därför är Pherkad själv känd som 北極一 (Běi Jí yī), Nordpolens första stjärna.

## Egenskaper
Gamma Ursae Minoris är en blå till vit jättestjärna av spektralklass A2 II-III. Den har en radie som är ca 15 gånger större än solens och utsänder ca 1 100 gånger mera energi än solen från dess fotosfär vid en effektiv temperatur på ca 8 300 K. Den klassificeras som en skalstjärna som har en omgivande skiva av gas vid stjärnans ekvator, vilket kan orsaka att den varierar i magnitud.